# Aspisheim

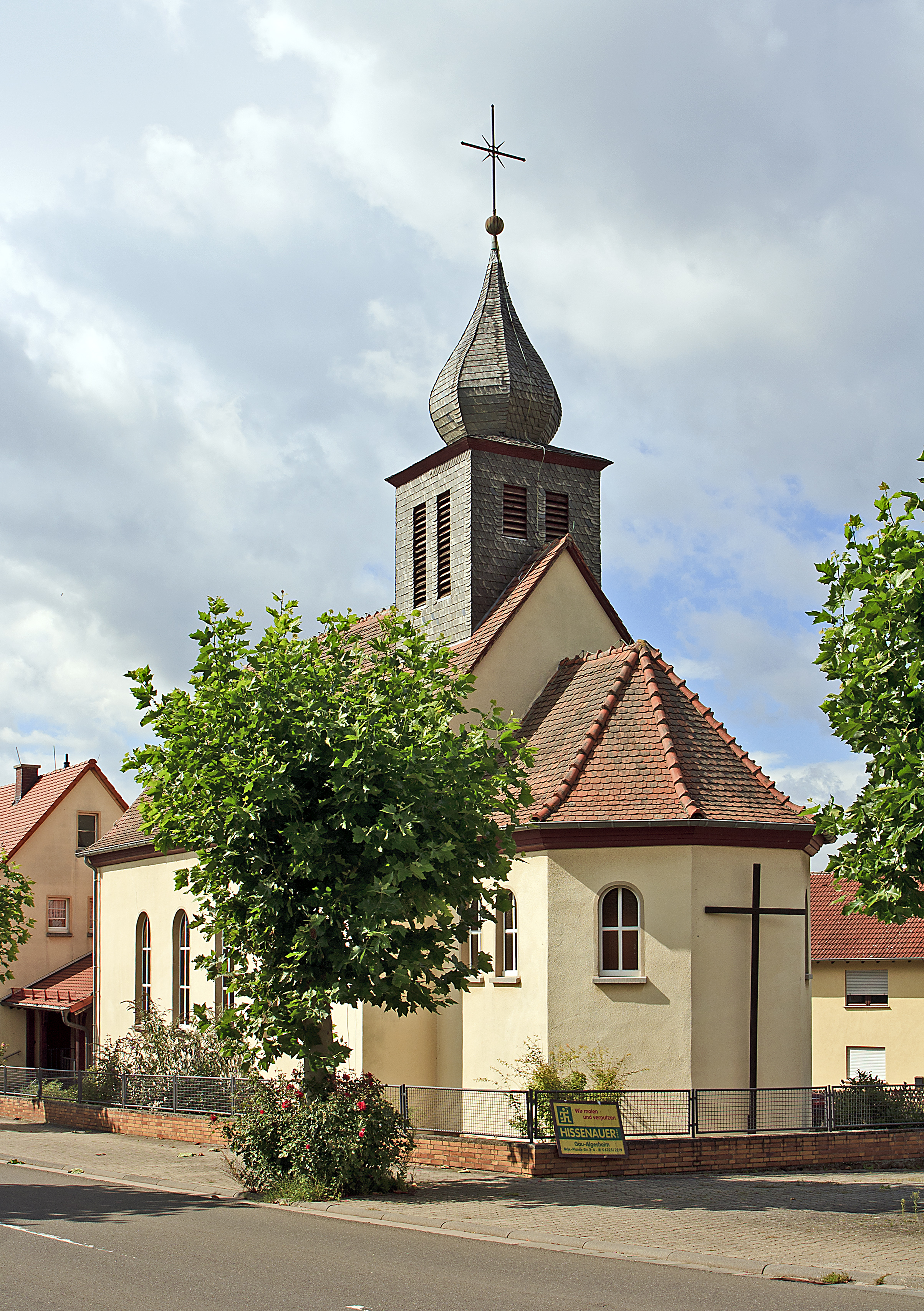
Katholische Kirche St. Martin

Aspisheim ist eine Ortsgemeinde im Landkreis Mainz-Bingen in Rheinland-Pfalz. Sie gehört der Verbandsgemeinde Sprendlingen-Gensingen an, die ihren Verwaltungssitz in der Gemeinde Sprendlingen hat.

## Geographie
Aspisheim liegt in Rheinhessen zwischen Mainz und Bad Kreuznach. Zu Aspisheim gehören auch die Wohnplätze Haus Krebser und Mandelhof.

## Geschichte
Der Ort wurde 767 erstmals urkundlich erwähnt.
Bis Ende des 18. Jahrhunderts gehörte Aspisheim zur Kurpfalz. Während der sogenannten Franzosenzeit (1794–1814) gehörte der Ort zum Kanton Oberingelheim im Departement Donnersberg. Aufgrund der auf dem Wiener Kongress (1815) getroffenen Vereinbarungen kam die später Rheinhessen genannte Region 1816 an das Großherzogtum Hessen (ab 1918 Volksstaat Hessen) und gehörte bis 1945 zur Provinz Rheinhessen. Nach 1946 wurde das linksrheinische Rheinhessen Teil des neuen Landes Rheinland-Pfalz, Aspisheim gehörte nun zum neu errichteten Regierungsbezirk Rheinhessen.
Bevölkerungsentwicklung
Die Entwicklung der Einwohnerzahl von Aspisheim, die Werte von 1871 bis 1987 beruhen auf Volkszählungen:
| Jahr | Einwohner |
| 1815 | 492       |
| 1835 | 702       |
| 1871 | 708       |
| 1905 | 816       |
| 1939 | 768       |
| 1950 | 876       |

| Jahr | Einwohner |
| 1961 | 750       |
| 1970 | 734       |
| 1987 | 826       |
| 1997 | 877       |
| 2005 | 969       |
| 2023 | 888       |

## Politik

### Gemeinderat
Der Gemeinderat in Aspisheim besteht aus zwölf Ratsmitgliedern, die bei der Kommunalwahl am 9. Juni 2024 in einer personalisierten Verhältniswahl gewählt wurden, und dem ehrenamtlichen Ortsbürgermeister als Vorsitzendem.
Die Sitzverteilung im Gemeinderat:
| Wahl | FDP | FWG a | WGG b | WGF c | Gesamt   |
| ---- | --- | ----- | ----- | ----- | -------- |
| 2024 | –   | 5     | 3     | 4     | 12 Sitze |
| 2019 | 5   | 3     | 4     | –     | 12 Sitze |
| 2014 | 4   | 4     | 4     | –     | 12 Sitze |
| 2009 | 7   | 5     | –     | –     | 12 Sitze |
| 2004 | 7   | 5     | –     | –     | 12 Sitze |

### Bürgermeister
Michael Kirch wurde Ende 2024 Ortsbürgermeister von Aspisheim.
Zuvor war das Amt vakant.
Gunter Dautermann war von 2019 bis Juli 2024 Ortsbürgermeister.

### Partnerschaft
Seit 2001 besteht eine Jumelage mit Moroges und Sainte-Hélène in Frankreich.

## Verkehr
Die Gemeinde wird durchquert von der Landesstraße L 414. Die A 61 verläuft etwa vier Kilometer entfernt.